# 塔塔儿部
塔塔儿部，又称塔塔尔部、韃靼部、韃靼聯盟，是12世纪时蒙古高原上的部落联盟之一，為柔然的後裔。塔塔儿部鼎盛时期共有七万户。關於塔塔兒的祖屬，眾說紛紜，有人認為與蒙古一樣出自室韋，而宋人則認為是靺鞨（女真）別種。同时期其他比较重要的部落有：东部金國、北部乞颜部、南部汪古部、西部克烈部。

## 名稱来源
韃靼之名在南北朝已經出現，是突厥部族用來稱呼於突厥東面、契丹之北的柔然後裔或相關蒙古語系族諸部 ，韃靼當時源自柔然的別名大壇、壇壇，北齊與隋朝通過室韋知道韃靼。唐代《鄂尔浑碑铭》有“三十姓鞑靼”和“九姓鞑靼”等名。韃靼一词，始於宋代。陰山以西有九姓韃靼，在呼倫貝爾有三十姓韃靼。人們認為他們是柔然餘部。而九姓鞑靼因比靠較近突厥部族所以慢慢突厥化，有的部族從原始蒙古語改操突厥語。現存的塔塔爾族有其關聯。
塔塔兒部的兴起早於蒙古人，最早出現在五世纪時的戈壁東北，十世纪時成為遼的屬部阻卜，遼亡國後成為金朝的屬國，金朝利用他們對付其他部落，十二世纪时他們的牧場在呼倫貝爾一帶。鞑靼人在辽代契丹人和金代女真人的统治後，大部分融入了形成中的蒙古，成为蒙古民族的主要来源之一。

## 歷史
塔塔兒部與蒙古乞顏部長期敵對，曾設計捉住俺巴孩獻與金朝，致使其被處死，後又下毒害死鐵木真的父親也速該。1196年塔塔兒部被金朝、王汗、鐵木真聯軍擊敗後衰落，1202年為成吉思汗所滅。

## 著名人物
- 铁木真兀格：塔塔兒部勇士，成吉思汗因他而被命名鐵木真。
- 蔑兀真笑里徒：塔塔兒部首領。
- 也遂：成吉思汗可敦，第三斡兒朵之首。
- 也速干：成吉思汗可敦，也遂之妹。
- 失吉忽圖忽：訶額侖養子，後為蒙古最高斷事官。

## 史籍记录
《資治通鑑·卷二百四十六》「達靼之先與女真同種，靺鞨之後也。靺鞨本臣高麗，唐滅高麗，其遺人迸入勃海，惟黑水完疆。及勃海盛，靺鞨皆役屬。後為奚、契丹所攻，部族分散。其居混同江之上者曰女真，乃黑水遺種也。其居陰山者，自號為韃靼。韃靼之人皆勇悍善戰，其近漢地者謂之熟韃靼，尚能種秫穄，以平底瓦釜煮而食之。其遠者謂之生韃靼，以射獵為生，無器甲，矢貫骨鏃而已。余謂李心傳蜀人也，安能知直北事，特以所傳聞書之。」
《新五代史·卷七十四·四夷附錄第三》「達靼，靺鞨之遺種，本在奚、契丹之東北，後為契丹所攻，而部族分散，或屬契丹，或屬渤海，別部散居陰山者，自號達靼。當唐末，以名見中國。有每相溫、于越相溫，咸通中，從朱邪赤心討龐勛。其後李國昌、克用父子為赫連鐸等所敗，嘗亡入達靼。後從克用入關破黃巢，由是居雲、代之間。其俗善騎射，畜多駝、馬。」

## 外部連結
- 國學網:《新五代史·卷七十三·四夷附录第二》 （页面存档备份，存于）